# Équirre
Équirre é uma comuna francesa na região administrativa de Altos da França, no departamento de Pas-de-Calais. Estende-se por uma área de 4,19 km². Em 2010 a comuna tinha 81 habitantes (densidade: 19,3 hab./km²).